# Леонтюк Леонід Вікторович
Леоні́д Ві́кторович Леонтю́к (11 серпня 1971 — 14 липня 2016) — молодший сержант Збройних сил України, учасник російсько-української війни.

## Життєпис
Народився 1971 року в селі Махнівка (Козятинський район, Вінницька область); закінчив середню школу, пройшов строкову службу. Створив сім'ю, проживав у своєму селі.
16 серпня 2014 року мобілізований; молодший сержант, військовослужбовець 93-ї окремої механізованої бригади. Брав участь у боях за Піски та ДАП. Під час виконання бойового завдання зазнав важкого поранення. Пройшов лікування і реабілітацію, повернувся на передову. Через рік служби — у вересні 2015-го — був демобілізований. 15 березня 2016 року повернувся на військову службу за контрактом до своєї бригади.
13 липня 2016 року під час виконання бойового завдання поблизу села Кримське (Новоайдарський район) підірвався на «розтяжці». 14 липня помер від поранень у військовому шпиталі міста Харків.
17 липня 2016-го похований в селі Махнівка.
Без Леоніда лишились дружина, син та донька.

## Нагороди та вшанування
- указом Президента України № 476/2018 від 27 жовтня 2016 року «за особисту мужність і високий професіоналізм, виявлені у захисті державного суверенітету та територіальної цілісності України, вірність військовій присязі» — нагороджений орденом «За мужність» III ступеня (посмертно)[1]
- 9 серпня 2016 нагороджений Почесною відзнакою Козятинської міської ради — нагрудним знаком «За героїзм та патріотизм» (посмертно).